# هاريسون إي. هافنز
هاريسون إي. هافنز هو محامي وسياسي أمريكي، ولد في 15 ديسمبر 1837 في مقاطعة فرانكلن في الولايات المتحدة، وتوفي في 16 أغسطس 1916 في هافانا في كوبا. نشط حزبياً في الحزب الجمهوري. وقد انتخب عضو مجلس النواب الأمريكي ‏.